# People’s Television Network
People’s Television Network (PTV) ist ein staatlicher Fernsehsender in den Philippinen und wird von der Regierung betrieben. Er ging am 2. Februar 1974 auf Sendung.
Zwischen 2001 und 2011 trug der Sender den Namen National Broadcasting Network (NBN).